# Ліга WatchCar
Ліга WatchCar (кор. 파워배틀 와치카) — це корейський мультсеріал, створений компанією SAMG Animation у співпраці з Hyundai Motor Company, Innocen Worldwide (власне рекламне агентство Hyundai Motor Group) і CJ E&M.
Шоу також має назву «Wrist Racers», — ця назва використовується у Великій Британії та «Mesin Duel» у Малайзії. Шоу також має схожість із аніме Покемон, оскільки люди тренуються та борються разом із союзниками не людьми.

## Сюжет
Дія мультсеріалу розгортається в найближчому майбутньому. Автомобільна компанія JHC Motors створила Watch Cars, мініатюрні розумні роботизовані автомобілі, які стали хорошими супутниками як для дітей, так і для дорослих. Відтоді Watch Cars стали світовим трендом. Watch Car Battle League — це змагання, де Watch Cars борються разом зі своїми тренерами. Джіно, один із молодих майстрів Watch Car, йде до Watch Car Battle League зі своїм Watch Car «Bluewill». Будучи непереможним і незаперечним чемпіоном ліги, Кай залишається легендою. Джіно та його WatchCar «Bluewill» мають перестрибнути через усі перешкоди, щоб перемогти його та стати новим чемпіонами ліги. Тим часом зла організація Black Shadows намагається знищити всі Watch Cars за допомогою своїх Monster Watch Cars.

## Озвучка
| Актор        | Роль                         |
| ------------ | ---------------------------- |
| Сангхюн Еом  | Джино/Блювілл                |
| Чон Те Йоль  | Рой/Аван/Виконавчий директор |
| Хьовон Чон   | Арі/Сона                     |
| Янгвун Чон   | Мару/Сорок/Мак               |
| Шин Йон У    | Кай/Курі/Самдонг/Ханс        |
| Лі Мін Гю    | Брейкінг / д-р Євген         |
| Тип Намдо    | Шмідт/Айн/Шейх/Лео/Аарон     |
| Цзіньхонг Бе | Торі/Софі/Мей                |
| Союн Хонг    | Марі/Тамі/Хайді/Лія          |

## Епізоди
| Сезон | Епізоди | Епізоди | Оригінальний показ | Оригінальний показ |
| Сезон | Епізоди | Епізоди | Останній показ     | Перший показ       |
| ----- | ------- | ------- | ------------------ | ------------------ |
| 1     | 26      | 26      | 21 грудня 2015     | 7 липня 2016       |
| 2     | 26      | 26      | 23 серпня 2016     | 15 листопада 2016  |

### 1-й сезон
| № серії | Назва серії                         | Режисер(и)     | Сценарист(и)          | Оригінальна дата показу |
| ------- | ----------------------------------- | -------------- | --------------------- | ----------------------- |
| 1       | «My Friend, Watch Car Part 1»       | Лі Йунг Ун     | Чо Ін Хе та Лі Сон Ху | 7 квітня 2016           |
| 2       | «My Friend, Watch Car Part 2»       | Буде визначено | Буде визначено        | 7 квітня 2016           |
| 3       | «The Dark Rises Part 1»             | Буде визначено | Буде визначено        | 14 квітня 2016          |
| 4       | «The Dark Rises Part 2»             | Буде визначено | Буде визначено        | 14 квітня 2016          |
| 5       | «The Dark Rises Part 3»             | Буде визначено | Буде визначено        | 21 квітня 2016          |
| 6       | «Genius Mechanic, Ain Part 1»       | Буде визначено | Буде визначено        | 21 квітня 2016          |
| 7       | «Genius Mechanic, Ain Part 2»       | Буде визначено | Буде визначено        | 28 квітня 2016          |
| 8       | «Genius Mechanic, Ain Part 3»       | Буде визначено | Буде визначено        | 28 квітня 2016          |
| 9       | «Invincible Shield, Million Part 1» | Буде визначено | Буде визначено        | 12 травня 2016          |
| 10      | «Invincible Shield, Million Part 2» | Буде визначено | Буде визначено        | 12 травня 2016          |
| 11      | «Top Star, Sophie Part 1»           | Буде визначено | Буде визначено        | 19 травня 2016          |
| 12      | «Top Star, Sophie Part 2»           | Буде визначено | Буде визначено        | 19 травня 2016          |
| 13      | «Top Star, Sophie Part 3»           | Буде визначено | Буде визначено        | 26 травня 2016          |
| 14      | «The First Guardian Part 1»         | Буде визначено | Буде визначено        | 26 травня 2016          |
| 15      | «The First Guardian Part 2»         | Буде визначено | Буде визначено        | 2 червня 2016           |
| 16      | «The First Guardian Part 3»         | Буде визначено | Буде визначено        | 2 червня 2016           |
| 17      | «A Foul Mind»                       | Буде визначено | Буде визначено        | 9 червня 2016           |
| 18      | «Fair Play»                         | Буде визначено | Буде визначено        | 9 червня 2016           |
| 19      | «Tomboy Marie»                      | Буде визначено | Буде визначено        | 16 червня 2016          |
| 20      | «False Charge»                      | Буде визначено | Буде визначено        | 16 червня 2016          |
| 21      | «Tommy's Old Watch-Car»             | Буде визначено | Буде визначено        | 23 червня 2016          |
| 22      | «Beloved Gift»                      | Буде визначено | Буде визначено        | 23 червня 2016          |
| 23      | «Two-Faced Boy»                     | Буде визначено | Буде визначено        | 30 червня 2016          |
| 24      | «Unexpected Rampage»                | Буде визначено | Буде визначено        | 30 червня 2016          |
| 25      | «Leo the Ice Warrior»               | Буде визначено | Буде визначено        | 7 липня 2016            |
| 26      | «Battle of Ice and Flame»           | Буде визначено | Буде визначено        | 7 липня 2016            |

### 2-й сезон
| № серії (загалом) | № серії (в сезоні) | Назва серії                          | Режисер(и)     | Сценарист(и)   | Оригінальна дата показу |
| ----------------- | ------------------ | ------------------------------------ | -------------- | -------------- | ----------------------- |
| 27                | 1                  | «Missing Blue-Will»                  | Буде визначено | Буде визначено | 23 серпня 2016          |
| 28                | 2                  | «The Second Guardian»                | Буде визначено | Буде визначено | 23 серпня 2016          |
| 29                | 3                  | «The Black Emperor»                  | Буде визначено | Буде визначено | 30 серпня 2016          |
| 30                | 4                  | «Master of Eternal Flame»            | Буде визначено | Буде визначено | 30 серпня 2016          |
| 31                | 5                  | «The Rage of Schmidt»                | Буде визначено | Буде визначено | 6 вересня 2016          |
| 32                | 6                  | «Target, Lock-On!»                   | Буде визначено | Буде визначено | 6 вересня 2016          |
| 33                | 7                  | «Lost Cupid's Arrow»                 | Буде визначено | Буде визначено | 13 вересня 2016         |
| 34                | 8                  | «Attack at the Themepack»            | Буде визначено | Буде визначено | 13 вересня 2016         |
| 35                | 9                  | «Ari's Prince»                       | Буде визначено | Буде визначено | 20 вересня 2016         |
| 36                | 10                 | «What Goes Around, Comes Around»     | Буде визначено | Буде визначено | 20 вересня 2016         |
| 37                | 11                 | «Friendship Versus Love»             | Буде визначено | Буде визначено | 27 вересня 2016         |
| 38                | 12                 | «Race Down to Ari's Heart»           | Буде визначено | Буде визначено | 27 вересня 2016         |
| 39                | 13                 | «The Caesar of the Dark League»      | Буде визначено | Буде визначено | 4 жовтня 2016           |
| 40                | 14                 | «The Last Guardian»                  | Буде визначено | Буде визначено | 4 жовтня 2016           |
| 41                | 15                 | «The Shadow on Kai»                  | Буде визначено | Буде визначено | 11 жовтня 2016          |
| 42                | 16                 | «Clash Again! Jino vs. Kai»          | Буде визначено | Буде визначено | 11 жовтня 2016          |
| 43                | 17                 | «The Primary Watch-Car, S009»        | Буде визначено | Буде визначено | 18 жовтня 2016          |
| 44                | 18                 | «Runaway Pony»                       | Буде визначено | Буде визначено | 18 жовтня 2016          |
| 45                | 19                 | «Friends or No Friends»              | Буде визначено | Буде визначено | 25 жовтня 2016          |
| 46                | 20                 | «Unforgettable Match»                | Буде визначено | Буде визначено | 25 жовтня 2016          |
| 47                | 21                 | «Raid from the Dark»                 | Буде визначено | Буде визначено | 1 листопада 2016        |
| 48                | 22                 | «The Ultra Watch-Car Genesis»        | Буде визначено | Буде визначено | 1 листопада 2016        |
| 49                | 23                 | «Unveil the Shadow»                  | Буде визначено | Буде визначено | 8 листопада 2016        |
| 50                | 24                 | «Ultra Watch-Car in Crisis»          | Буде визначено | Буде визначено | 8 листопада 2016        |
| 51                | 25                 | «Final Showdown»                     | Буде визначено | Буде визначено | 15 листопада 2016       |
| 52                | 26                 | «New Rise of the Watch-Car Champion» | Буде визначено | Буде визначено | 15 листопада 2016       |